# Eingangsgebäude der Margarinefabrik Voss

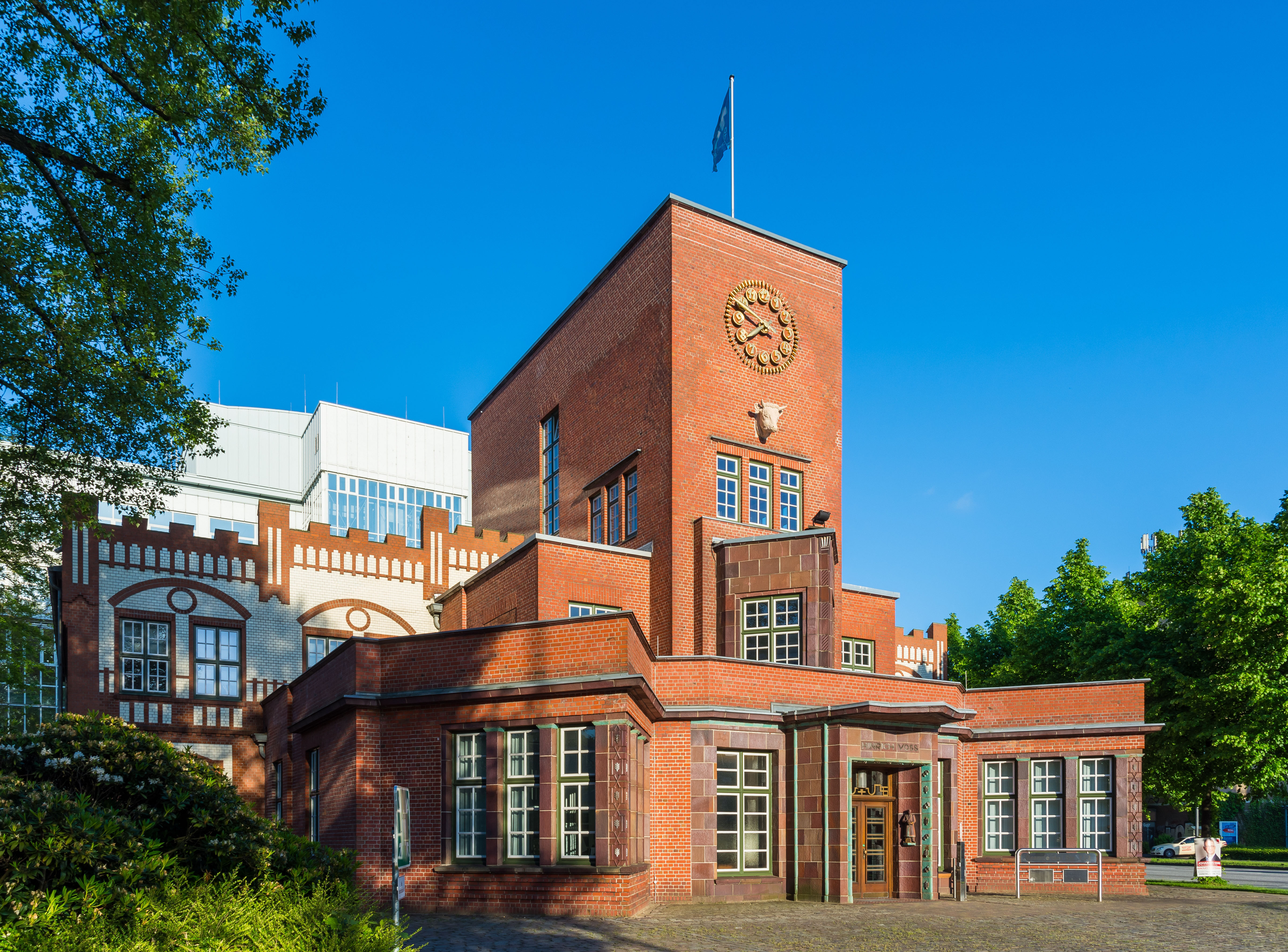
Das Eingangsgebäude 2017 mit neuem Kuhkopf

Das Eingangsgebäude der Margarinefabrik Voss ist der verbliebene Teil einer ab 1910 errichteten Margarinefabrik in Hamburg und ist heute ein Teil der Hauptverwaltung der Techniker Krankenkasse.

## Geschichte

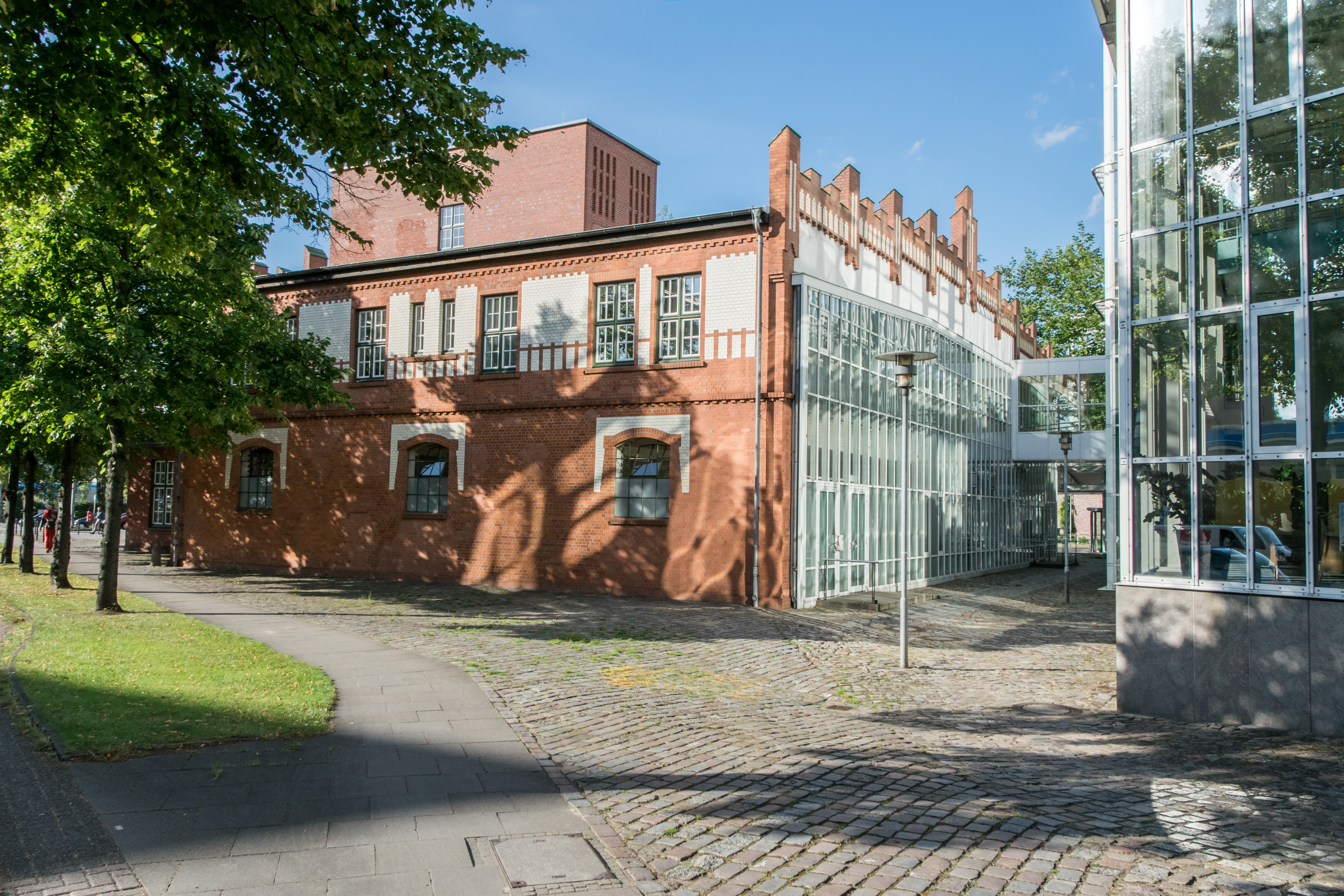
Rückseite

1904 gründete Hinrich Voß in der Hamburger Humboldtstraße eine Margarinefabrik und errichtete 1909/1910 in der Bramfelder Straße in Barmbek eine Dependance.
Das Fabrikgebäude erstreckte sich entlang der heutigen Habichtstraße in Richtung Osten. Das Eingangsgebäude wurde bereits damals nicht im rechten Winkel zur Habichtstraße angelegt, sondern so ausgerichtet, dass die Front in Richtung der Kreuzungsmitte Habichtstraße und Bramfelder Straße zeigte.
Das Eingangsgebäude von 1910 bestand aus einem rechteckigen Bau im Fabrikbaustil der Hannoverschen Architekturschule mit Staffelgiebel und gründerzeitlichen Stilelementen. Zentral über dem Eingang erhob sich ein Uhrenturm, der mit einem steinernen Kuhkopf geschmückt war.
Durch den steigenden Absatz seiner Margarine kam Voß zu Reichtum und erweiterte 1926 das Eingangsgebäude seiner Fabrik in Richtung Westen. Die Architekten waren Henry Grell und Peter Pruter. Der Anbau wurde im Stil des Backsteinexpressionismus errichtet. Typisch für diese Variante der expressionistischen Architektur sind kantige, oft spitze Elemente sowie die Nutzung des namensgebenden Backsteins.
Über dem Hauptportal befindet sich der Schriftzug „Hinrich Voss“  Die Ornamente des Erweiterungsbaus stammen vom Hamburger Bildhauer Richard Kuöhl, der vermutlich auch das Ziffernblatt der Uhr entworfen hat. Rechts und links des Eingangs befinden sich zwei Plastiken von einem Arbeiter und einem Angestellten. Auch diese stammen möglicherweise von Kuöhl, sind aber jeweils mit „EB 1926“ gekennzeichnet.
Die weiter sichtbaren Fassadenteile des ursprünglichen Gebäudes von 1910 blieben unverändert, nur der Turm wurde dem Stil des neuen Gebäudeteiles angepasst.
Margarine-Voss geriet in den 1970er Jahren in wirtschaftliche Schwierigkeiten. 1976 fusionierte die Firma mit den Bayerischen Margarine-Werken aus München und den Holsteinischen Margarinewerken Wagner & Co zur „Elite Margarine und Feinkost GmbH“. 1978 musste die Produktion aber eingestellt werden. Bekannt war die Firma durch die Margarine-Voss-Kunstbilder, die dem Produkt beigefügt und in Sammelalben eingeklebt wurden und durch den Slogan: „Was sagt immer euer Boß? In jedem Haus die gute Voß“.
Am 11. August 1981 wurde das Eingangsgebäude in die Liste der Hamburger Kulturdenkmäler aufgenommen.
Die eigentliche Fabrik wurde 1984 abgerissen, Grundsteinlegung für die dort neu errichtete Hauptverwaltung der Techniker Krankenkasse war am 17. September 1986. Architekt war hier Peter P. Schweger. Von 1989 bis 2006 beherbergte das alte Eingangsgebäude das Hamburgische Architekturarchiv. Das frühere Eingangsgebäude der Margarinefabrik und das dahinterliegende Verwaltungsgebäude sind heute über einen Skyway auf Höhe des Obergeschosses verbunden.

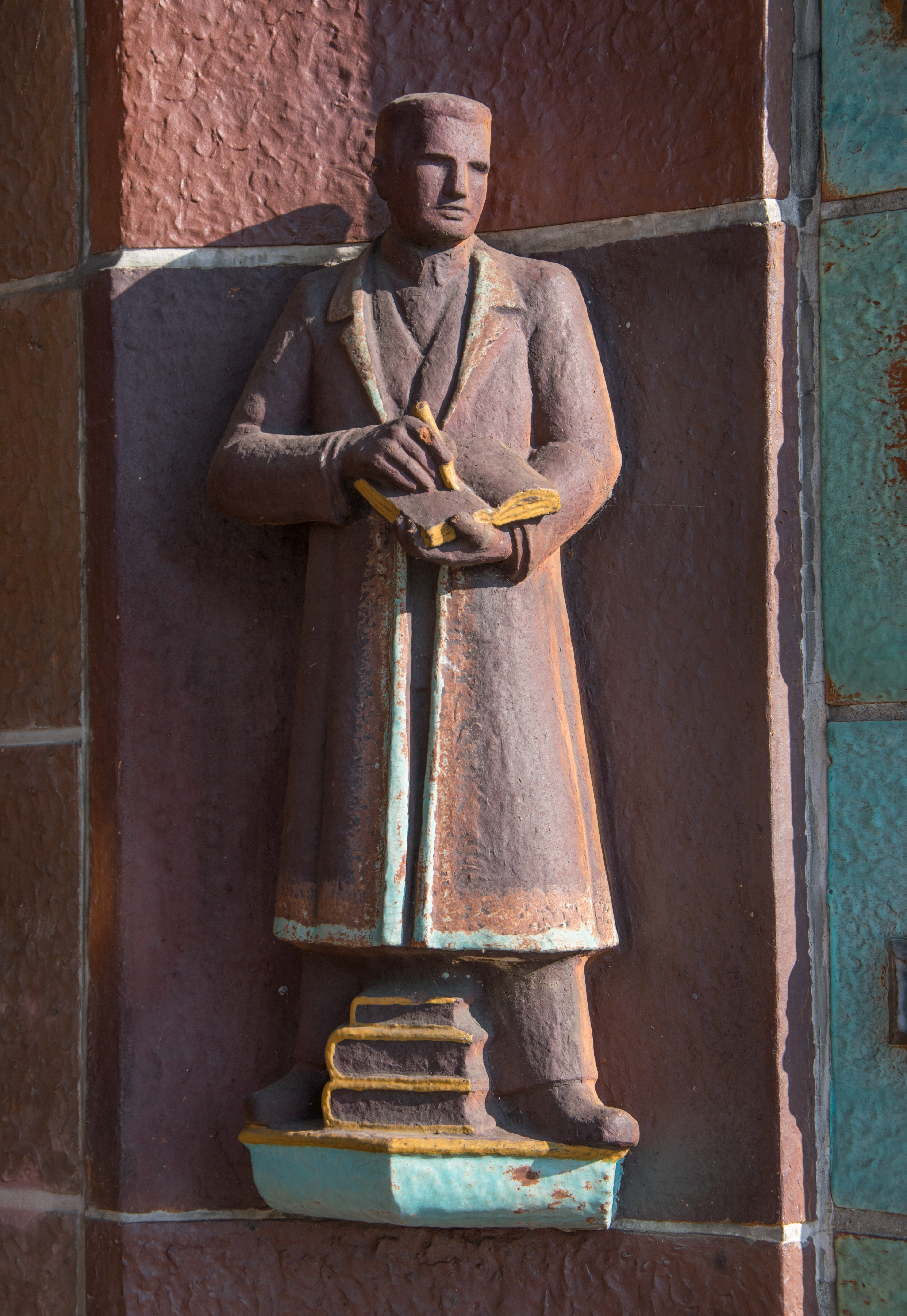
Angestelltenfigur
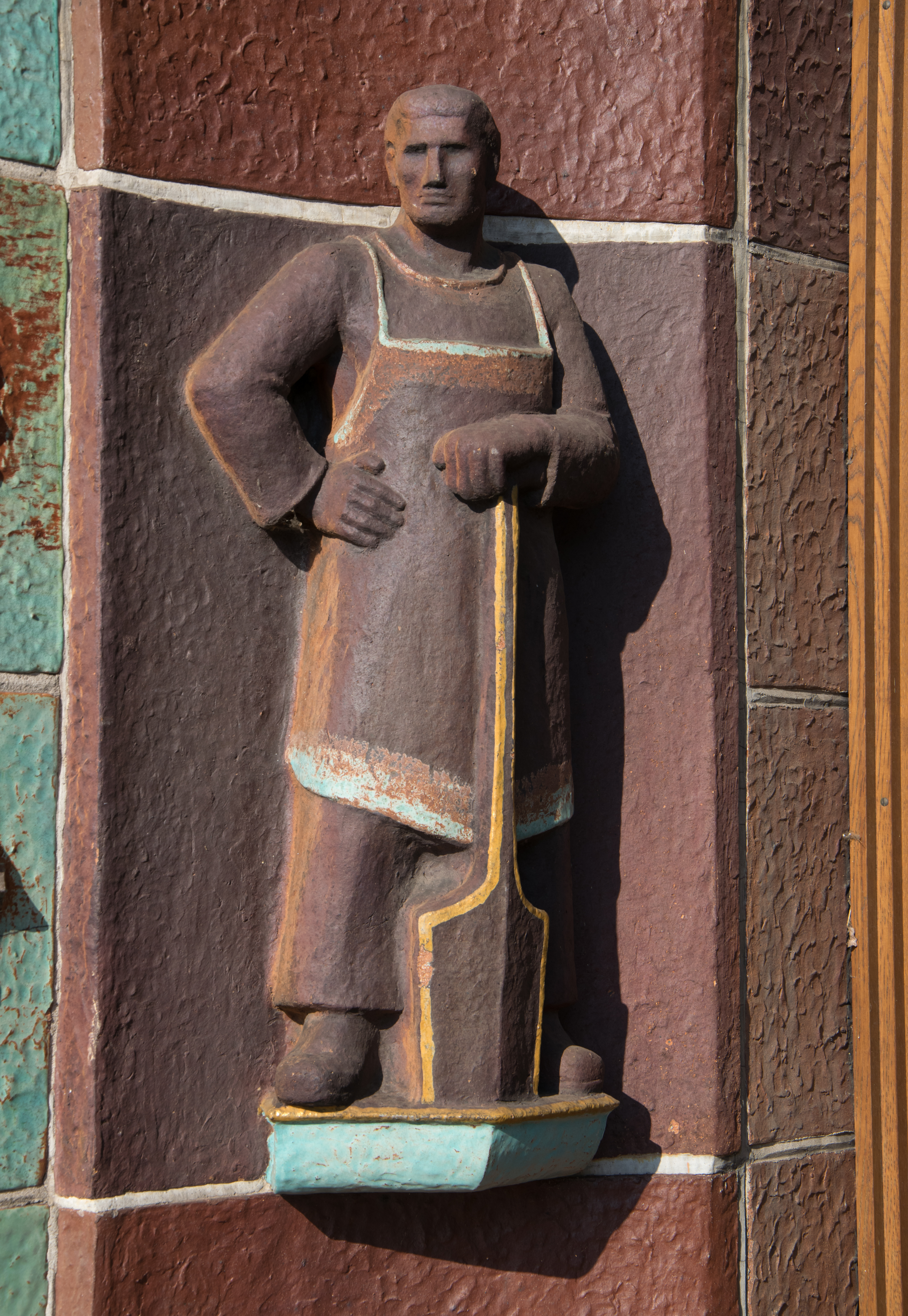
Arbeiterfigur

## Innenraum
Hinter dem Haupteingang befindet sich ein Entrée im Stil des Art déco. Der Boden ist im Schachbrettmuster gefliest, die Wände sind mit Marmor verkleidet und die Heizkörper durch Messingrahmen verdeckt.
Der Eingangsbereich erschließt zwei seitliche Räume und das Treppenhaus. Um die rückwärtigen Bereiche im Erdgeschoss zu erreichen, muss man zunächst 14 Stufen nach oben gehen. Vom folgenden Treppenabsatz kann man links die gleiche Stufenzahl wieder nach unten gehen, um die Räume im Erdgeschoss zu erreichen, oder man erreicht über eine weiter nach oben führende Treppe das Obergeschoss und den Zugang zum Turm. Der Turm selbst ist weitgehend ungenutzter Hohlraum, nur im vorderen Bereich befinden sich ein kleines Büro und darüber ein Raum mit Zugang zum heute per Funk gesteuerten Uhrwerk. Im hinteren Gebäudeteil befinden sich im Erdgeschoss die Kundenberatung und eine kleine Turnhalle, während das Obergeschoss durch die Bibliothek der Techniker Krankenkasse genutzt wird.

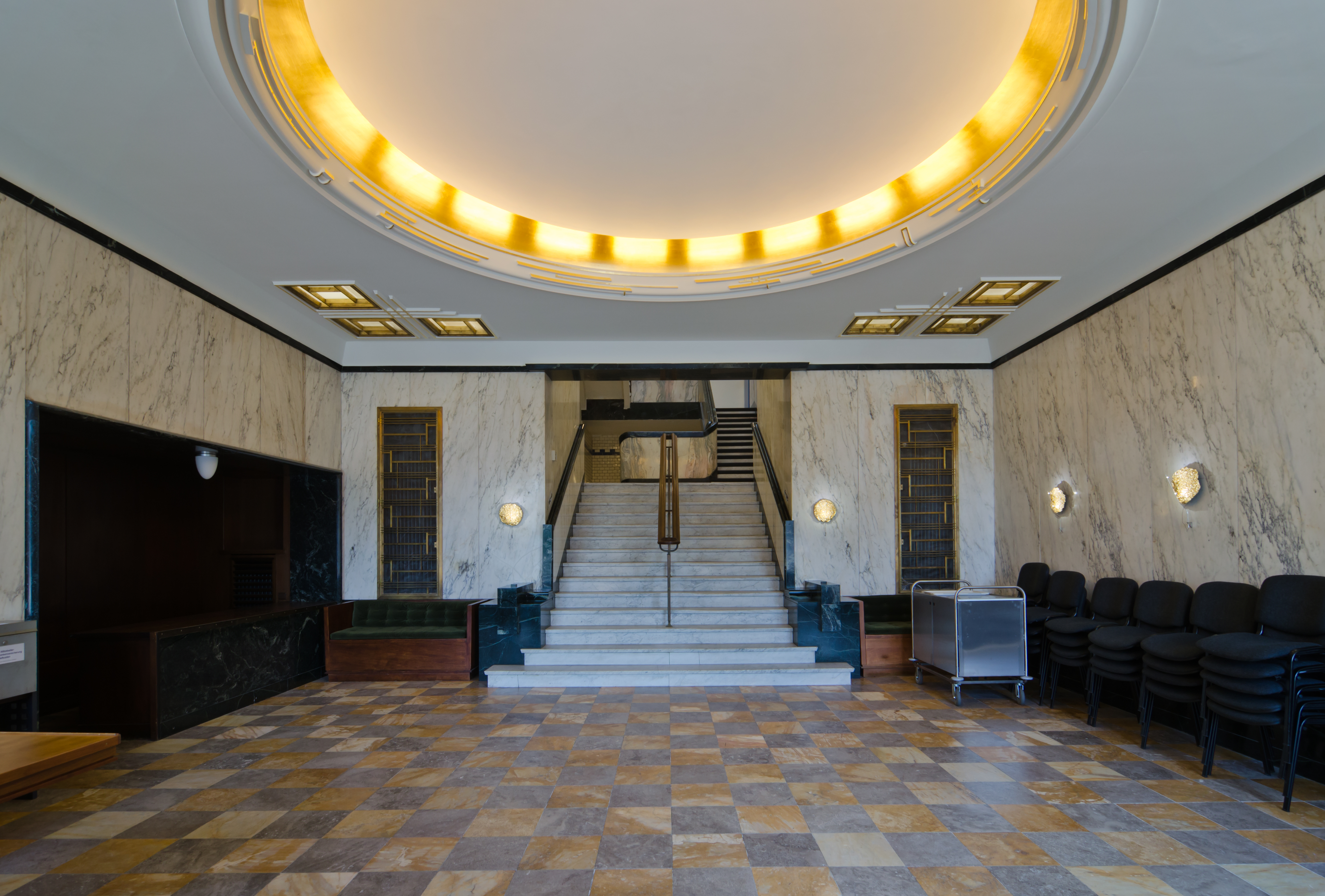
Eingangshalle Blickrichtung Treppenhaus
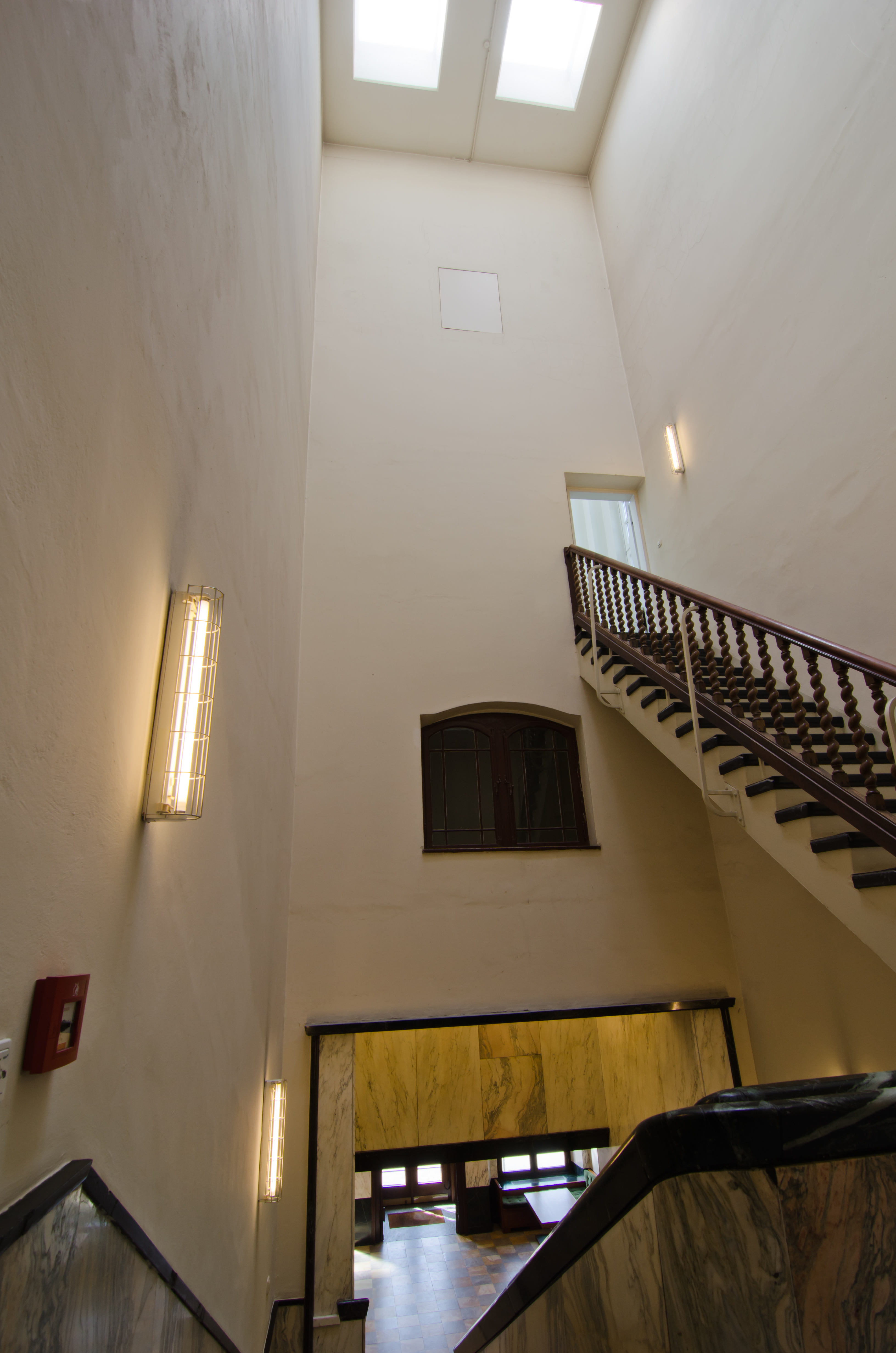
Treppenhaus mit Turm
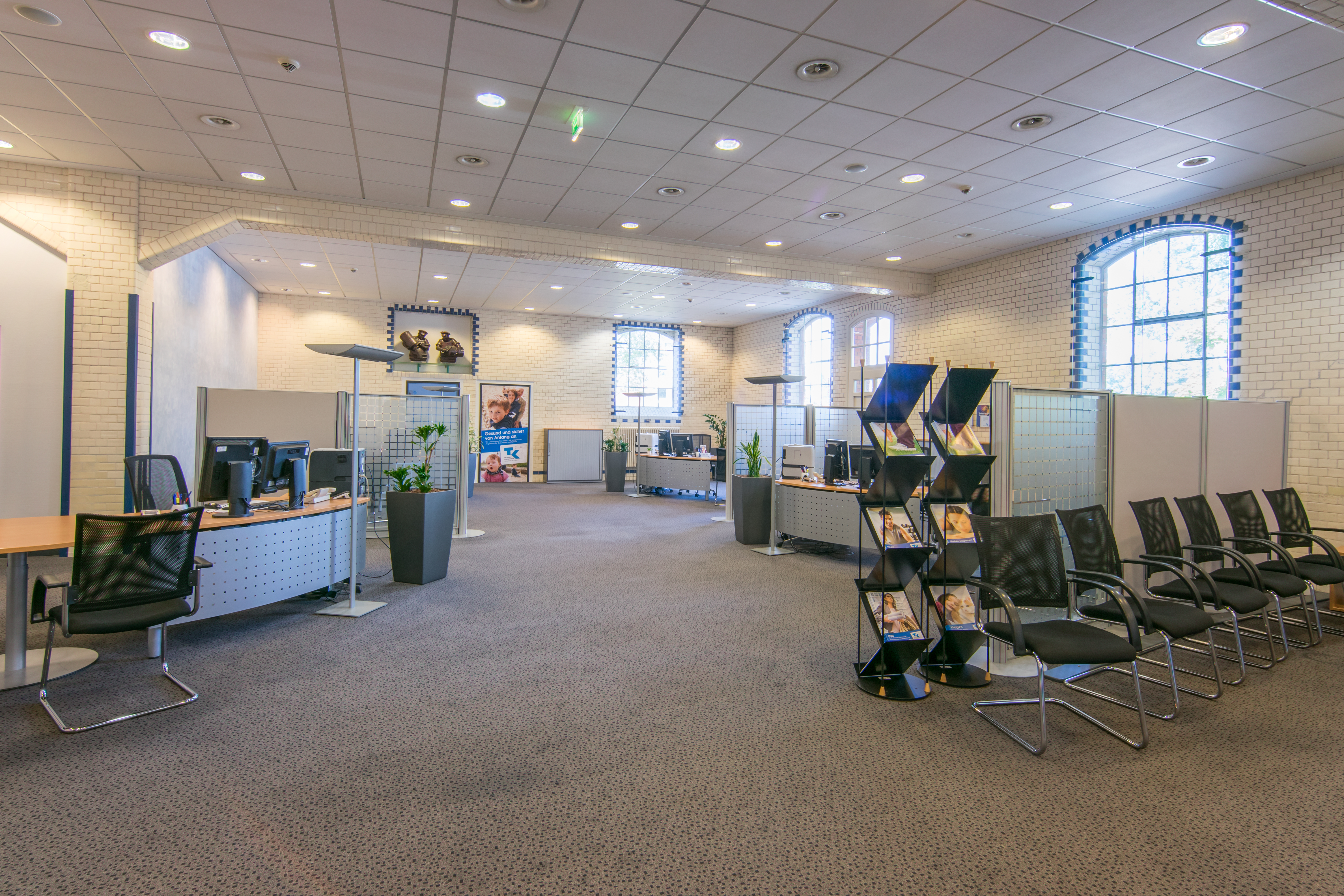
Die Kundenberatung der TK
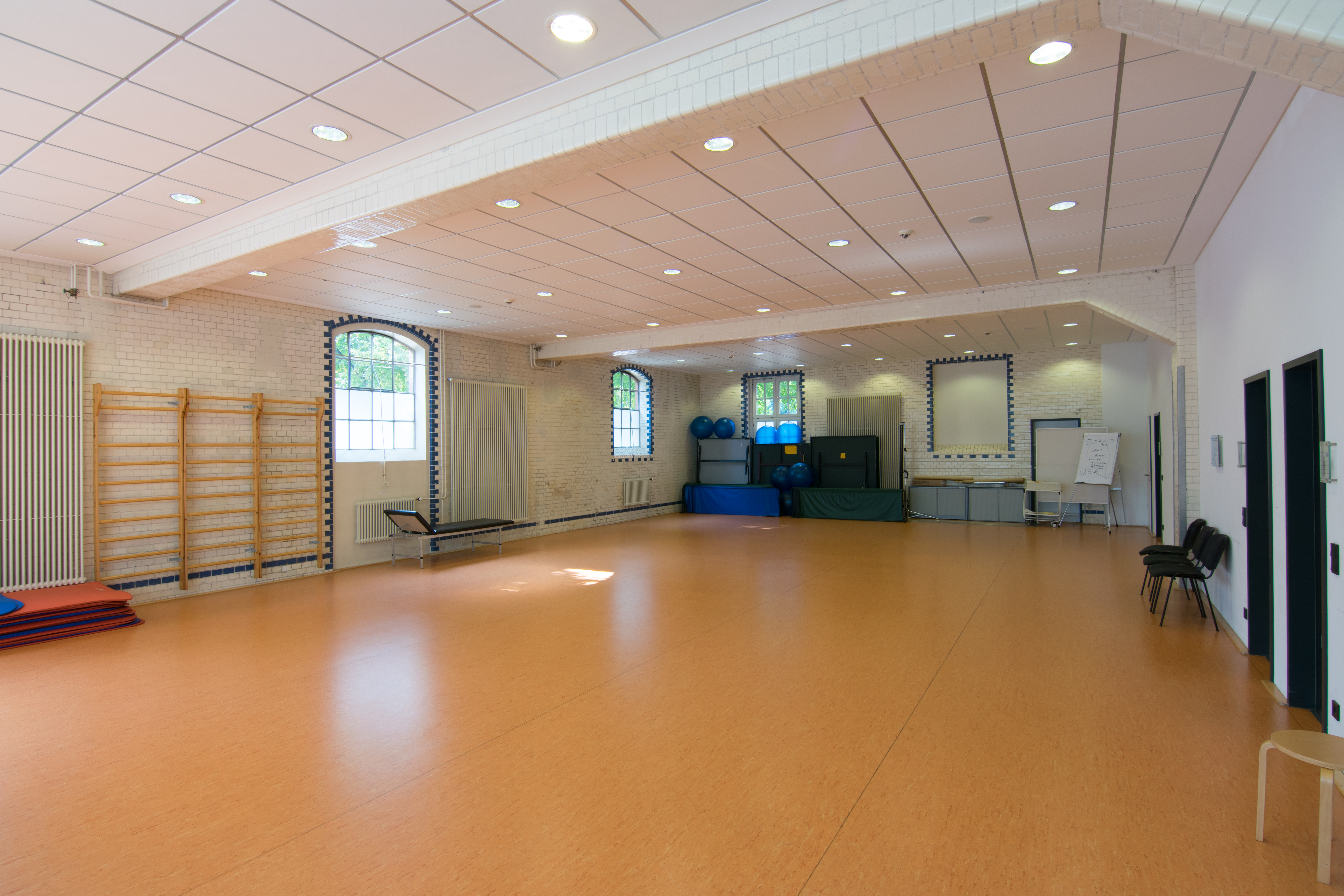
Turnhalle
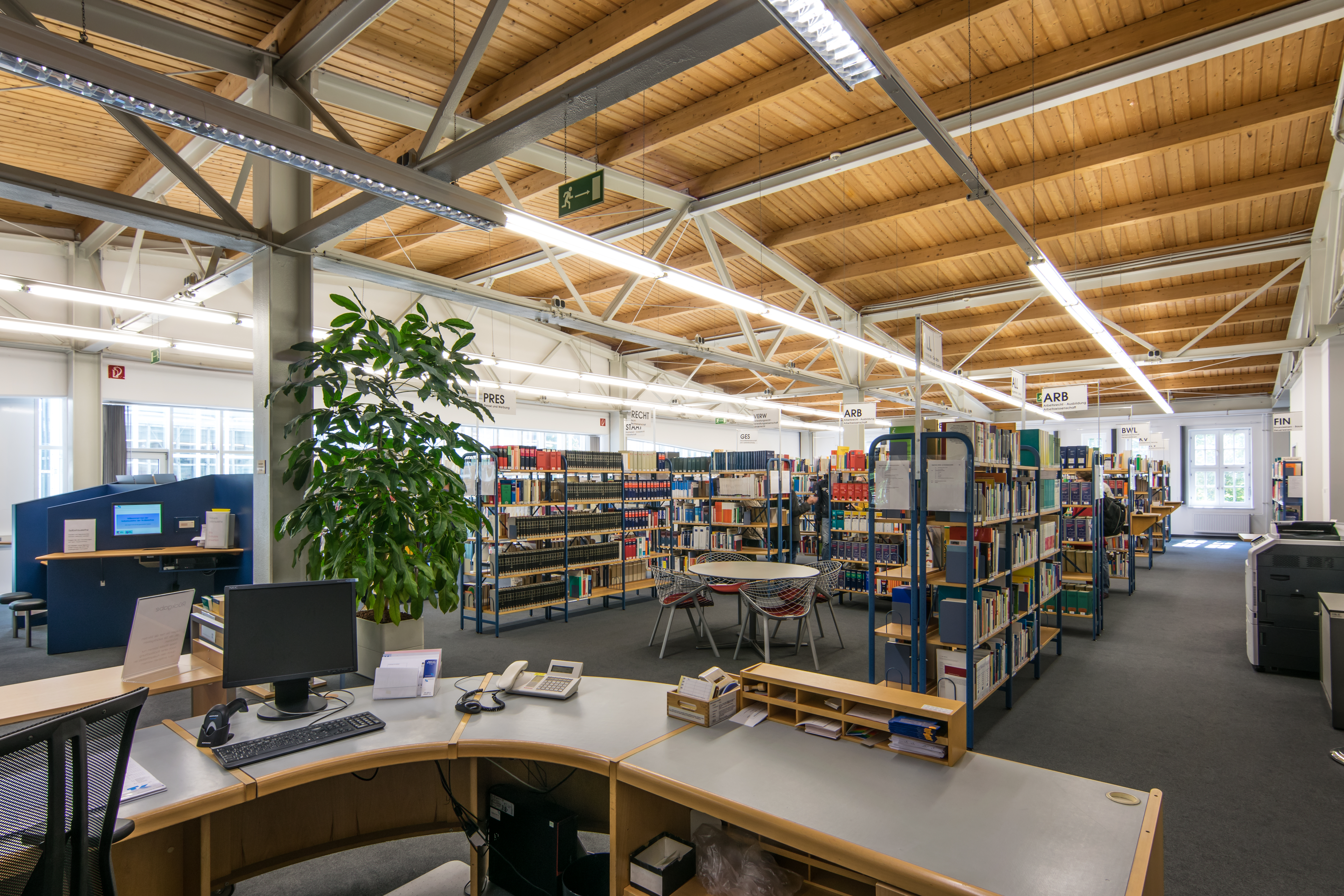
Bibliothek

## Kuhkopf

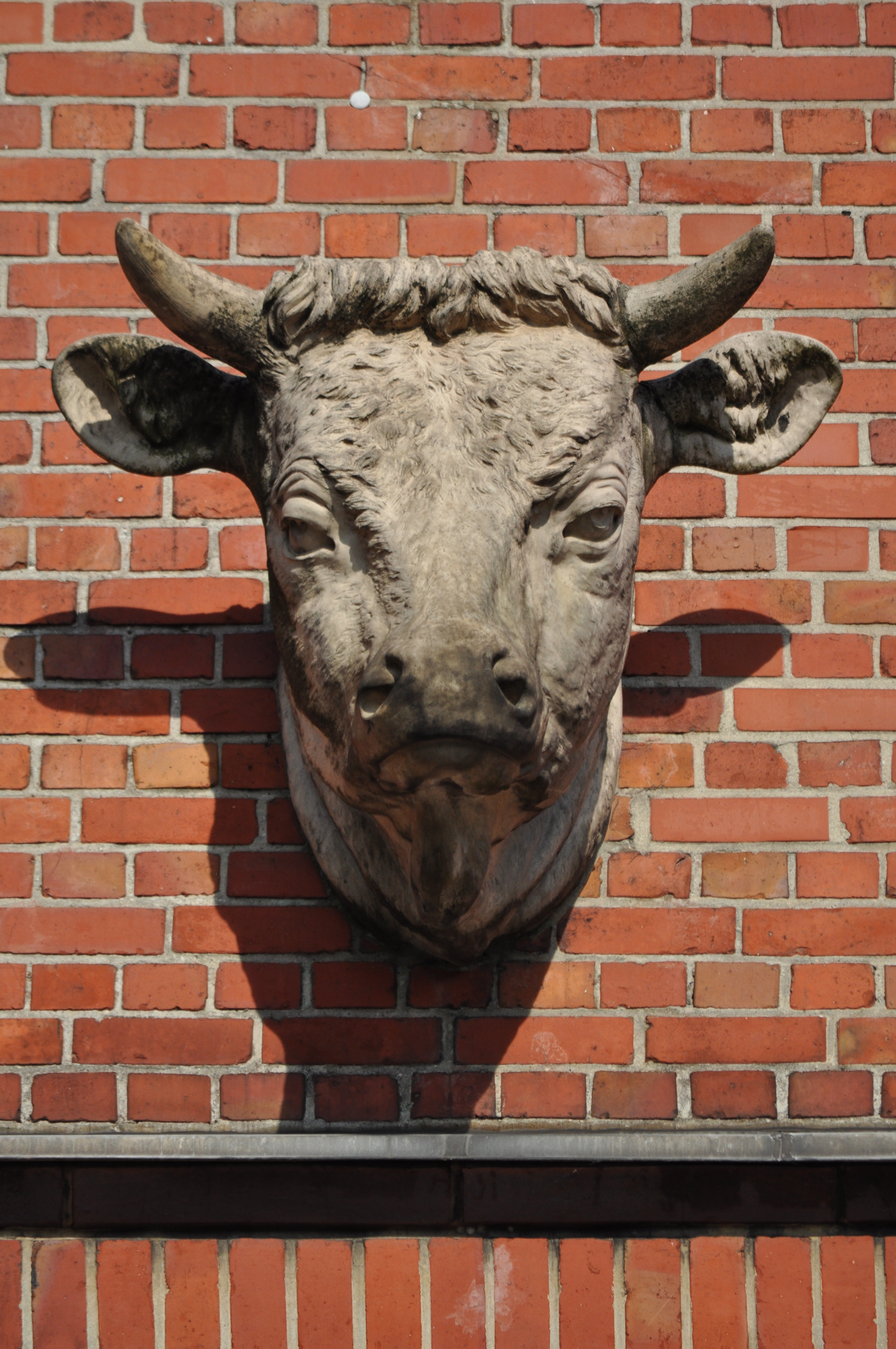
Kuhkopf 2012

In der Margarinefabrik wurde zu keiner Zeit Milch verarbeitet. Der Kopf symbolisierte die „künstliche Kuh“, die nach der Erfindung der Margarine durch Hippolyte Mège-Mouriès für preiswertes Streichfett sorgte. Der Kuhkopf wurde von Richard Kuöhl entworfen, besteht aus Keramik, ist innen hohl und wiegt etwa 70 kg. Da bereits über dem Portal des ersten Gebäudeteiles von 1910 ein Kuhkopf hing, gab es entweder zwei verschiedene Köpfe oder die Plastik von Kuöhl wurde vor 1926 gefertigt und wurde nach dem Umbau 1926 am neuen Eingang erneut befestigt. Am 22. April 2013 löste sich der Kopf von der Fassade und fiel auf das darunter liegende Vordach. Der zerbrochene Kopf wurde im Anschluss restauriert und wird zukünftig, geschützt vor Witterungseinflüssen, in der Kundenberatung der Techniker Krankenkasse zu sehen sein. Vom originalen Kopf wurde eine Kopie aus Kunststein gefertigt. Diese hat ein Gewicht von 300 kg und wurde am 30. September 2014 mit einem Zapfen fest in der Fassade verankert.